# Hrabstwo Baxter

Piramida wieku hrabstwa

Hrabstwo Baxter – hrabstwo położone w USA w stanie Arkansas z siedzibą w mieście Mountain Home. Założone 1873 roku.

## Drogi główne
- U.S. Highway 62/U.S. Highway 412
- U.S. Route 62 Business
- Highway 5
- Highway 14

## Miasta
- Big Flat
- Briarcliff
- Cotter
- Gassville
- Lakeview
- Mountain Home
- Norfork
- Salesville

## CDP
- Midway

## Sąsiednie hrabstwa
- Hrabstwo Ozark
- Hrabstwo Fulton
- Hrabstwo Izard
- Hrabstwo Stone
- Hrabstwo Searcy
- Hrabstwo Marion